# Adelante (1902)
Adelante fue un periódico obrero semanal anarquista publicado en Santander (España), entre 1902 y 1903. Durante sus nueve meses de existencia, el periódico atrajo a un grupo importante de colaboradores. El periódico se destacó por estar involucrado en una prolongada disputa con el movimiento socialista marxista.

## Lanzamiento
El primer número se publicó el 1 de mayo de 1902, como una edición especial del Día Internacional de los Trabajadores. Su lema era «Semanario sociológico obrero». El periódico también llevaba el lema «Solidaridad y Ciencia». El periódico se imprimió en la Imprenta El Dobra de Torrelavega, ya que ninguna imprenta de Santander estaba dispuesta a imprimir un órgano abiertamente anarquista.

## Editores y colaboradores
Diego Cortázar fue el director del periódico durante su período inicial, pero la dirección del periódico fue asumida posteriormente por Francisco G. Moldes (desde el 24 de agosto de 1902); luego por José Manuel Méndez (desde el 5 de octubre de 1902) y finalmente por Juan Blanco (desde el 7 de diciembre de 1902). La redacción de Adelante estuvo formada por Anastasio Juan Herrero Muñoz, Eduardo Pérez Iglesias, J. Manuel Hernández, Jesús de Ámbar y Tortajada (este último de Torrelavega). Adelante publicó con frecuencia textos escritos por Diego Martínez Barrio, que gradualmente se encaminaron hacia el republicanismo radical. Otros colaboradores fueron Emilio Carral, José Montero Iglesias, Vicente Blanco, Vicente Daza y Francisco Pi y Arsuaga. El periódico reimprimió a menudo artículos tomados de El País, Tierra y Libertad, Les Temps nouveaux y El Rebelde.

## Formato
Adelante se publicaba los domingos. Se vendió a través de siete quioscos, así como a través de vendedores ambulantes de periódicos en Santander. Los ejemplares se vendían a 5 céntimos, mientras que las suscripciones trimestrales se vendían a 1 peseta. El periódico tenía un formato de 42,9 × 31,2 cm con cuatro columnas y cada número contenía cuatro páginas.

## Disputa con los socialistas
Adelante rechazó el «obrerismo» y utilizó un tono despectivo contra sus defensores. Adelante se destacó por su hostilidad hacia el Partido Socialista Obrero Español, expresada a través de la rivalidad con el órgano socialista La Voz del Pueblo. Los repetidos insultos contra la prensa socialista provocaron una paliza al editor de Adelante.

## Cierre
El último número de Adelante se publicó el 8 de marzo de 1903. En total se publicaron 42 números de Adelante.